# 碁娘伝
『碁娘伝』（ごじょうでん）は、2001年10月25日及び2007年6月25日に潮出版社から刊行された諸星大二郎の漫画作品集、およびその表題作となった短編漫画作品である。

## あらすじ
唐代の天宝の頃に、碁娘（ごじょう）と呼ばれる女がいた。
碁を打つ美女の妖怪とも、清廉なる者を助ける女侠客とも言われていた。碁娘は、父が殺されたときに残された碁盤から、その時の対局相手を仇と探していた。

## 初出
- 碁娘伝「月刊コミコミ」1985年4月号（白泉社）
- 碁娘後伝「漫画アクション」1993年11月30日号 - 12月21日号（双葉社）
- 碁娘翅鳥剣「月刊コミックトムプラス」2000年1 - 3月号（潮出版社）
- 棋盤山「月刊コミックトムプラス」2001年5月号（潮出版社）

## 書籍情報
- コミックス 潮出版社 2001年10月 ISBN 978-4267904011
- コミック文庫 潮出版社 2007年6月 ISBN 978-4267017568